# 横浜磯子七福神
横浜磯子七福神（よこはまいそごしちふくじん）は、神奈川県横浜市の磯子区と南区にある7箇所の寺院から構成される七福神めぐり。
1918年（大正7年）に「磯子七福神」として始まった（原型は江戸時代からあったとされる）当初は岡村天満宮と、磯子浜の稲荷社も講中であった。アジア太平洋戦争の混乱で途絶えたものの、1978年（昭和53年）に、磯子区制50周年記念事業として、横浜磯子七福神として「歴史と文化に触れ、体力向上、健康保持にも役立つ」約9キロの巡拝コースが整備された。
毎年元日から一月十五日まで札所にスタンプが設置され、七福神像が開帳されている。
磯子七福神という名称だが、2ヶ寺は南区にある。
七ヶ寺全てが高野山真言宗の寺である。

## 札所の一覧
- 弘誓院・福禄寿 : 横浜市南区睦町2-221北緯35度25分45.7秒 東経139度37分10.5秒
- 寶生寺・寿老人 : 横浜市南区堀ノ内町1-68北緯35度25分39秒 東経139度37分9秒
- 密蔵院・布袋尊 : 横浜市磯子区滝頭3-13-5北緯35度25分3.5秒 東経139度37分27.4秒
- 金剛院・大黒天 : 横浜市磯子区岡村5-3-1北緯35度24分57.1秒 東経139度36分31.3秒
- 宝積寺・恵比寿 : 横浜市磯子区上町7-13北緯35度25分28.3秒 東経139度37分32.7秒
- 金蔵院・弁財天 : 横浜市磯子区磯子4-3-6北緯35度24分33.6秒 東経139度37分10.8秒
- 真照寺・毘沙門天 : 横浜市磯子区磯子8-14-12北緯35度24分52.3秒 東経139度37分15.9秒

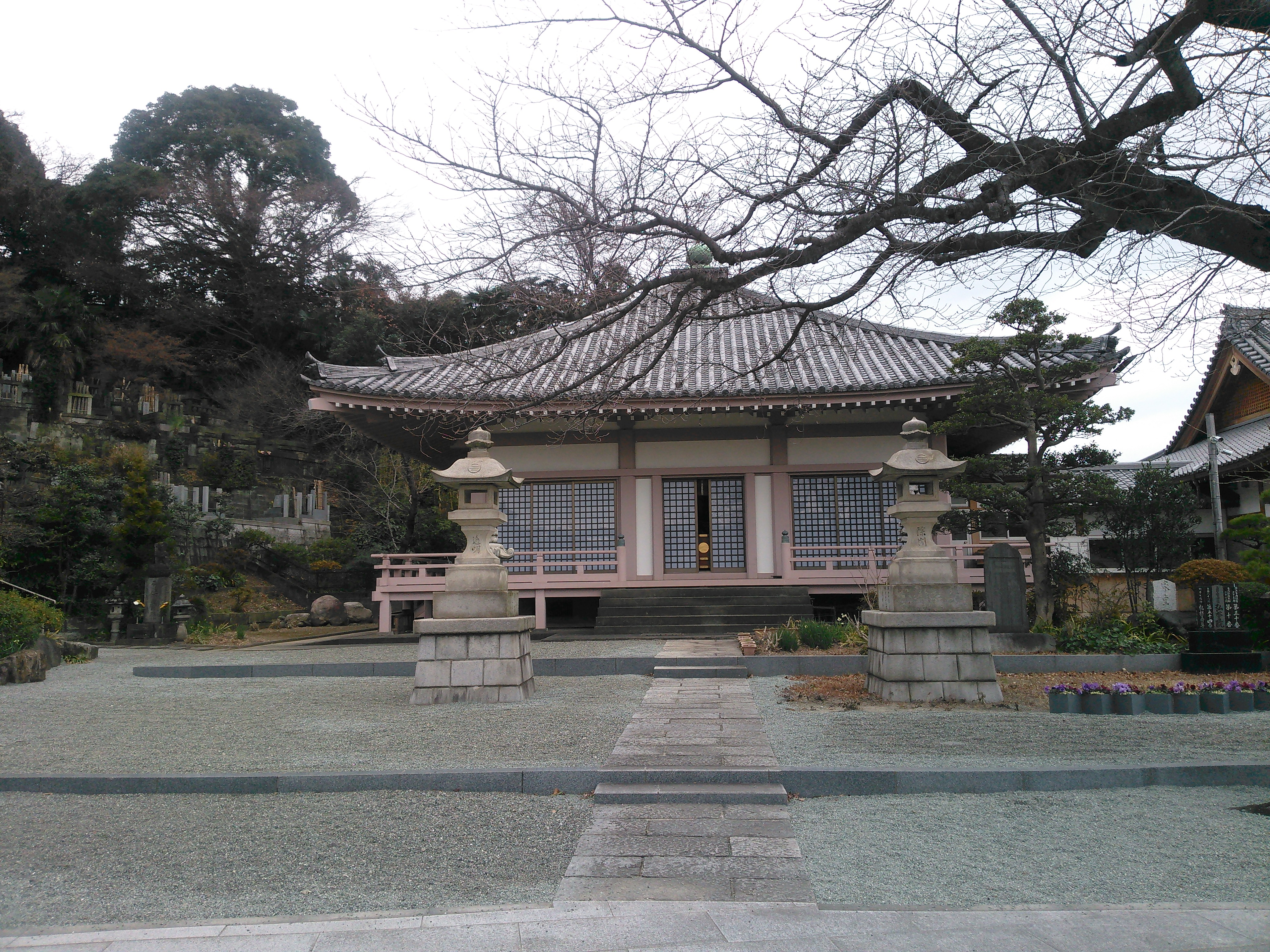
弘誓院
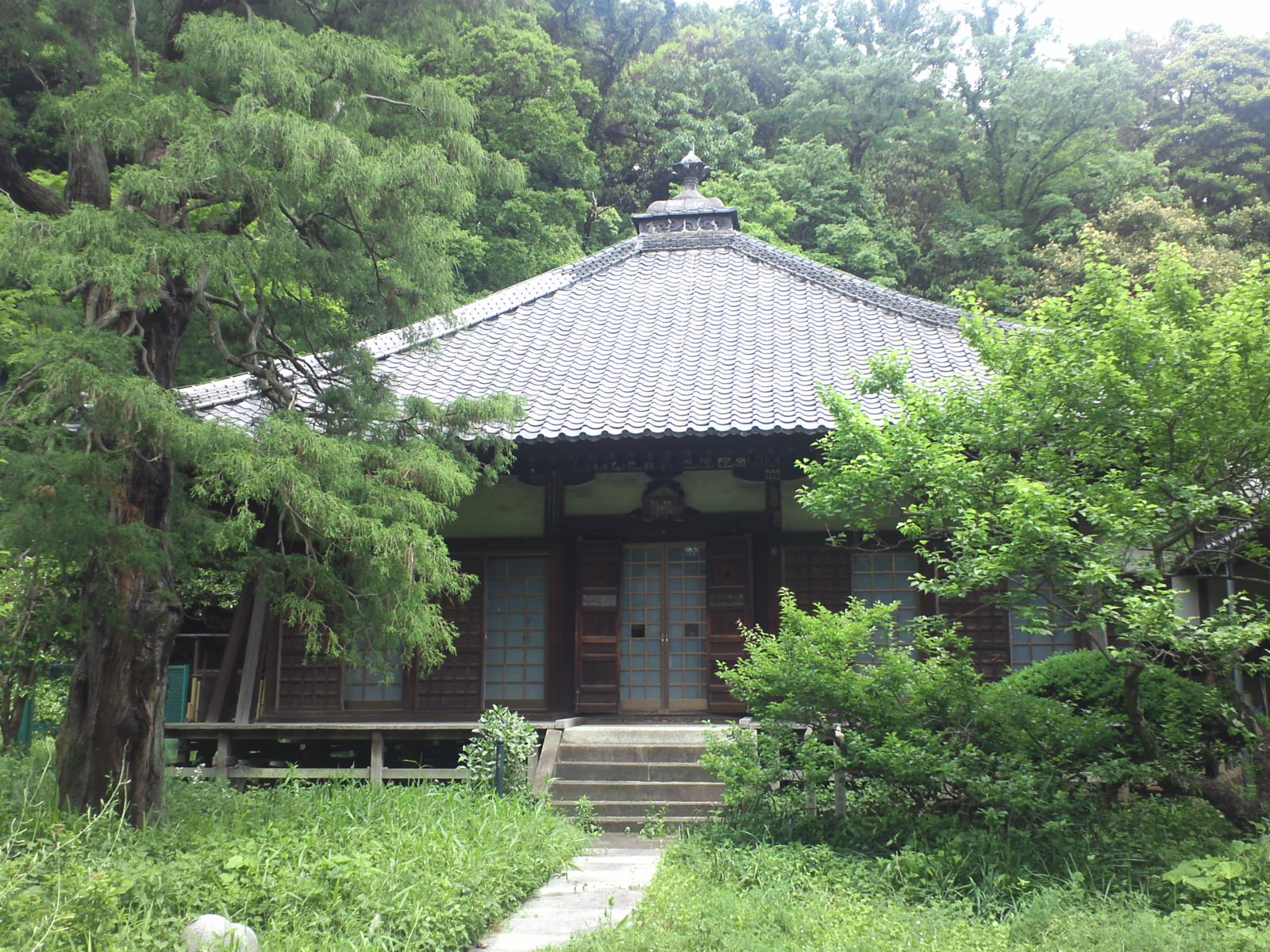
寶生寺
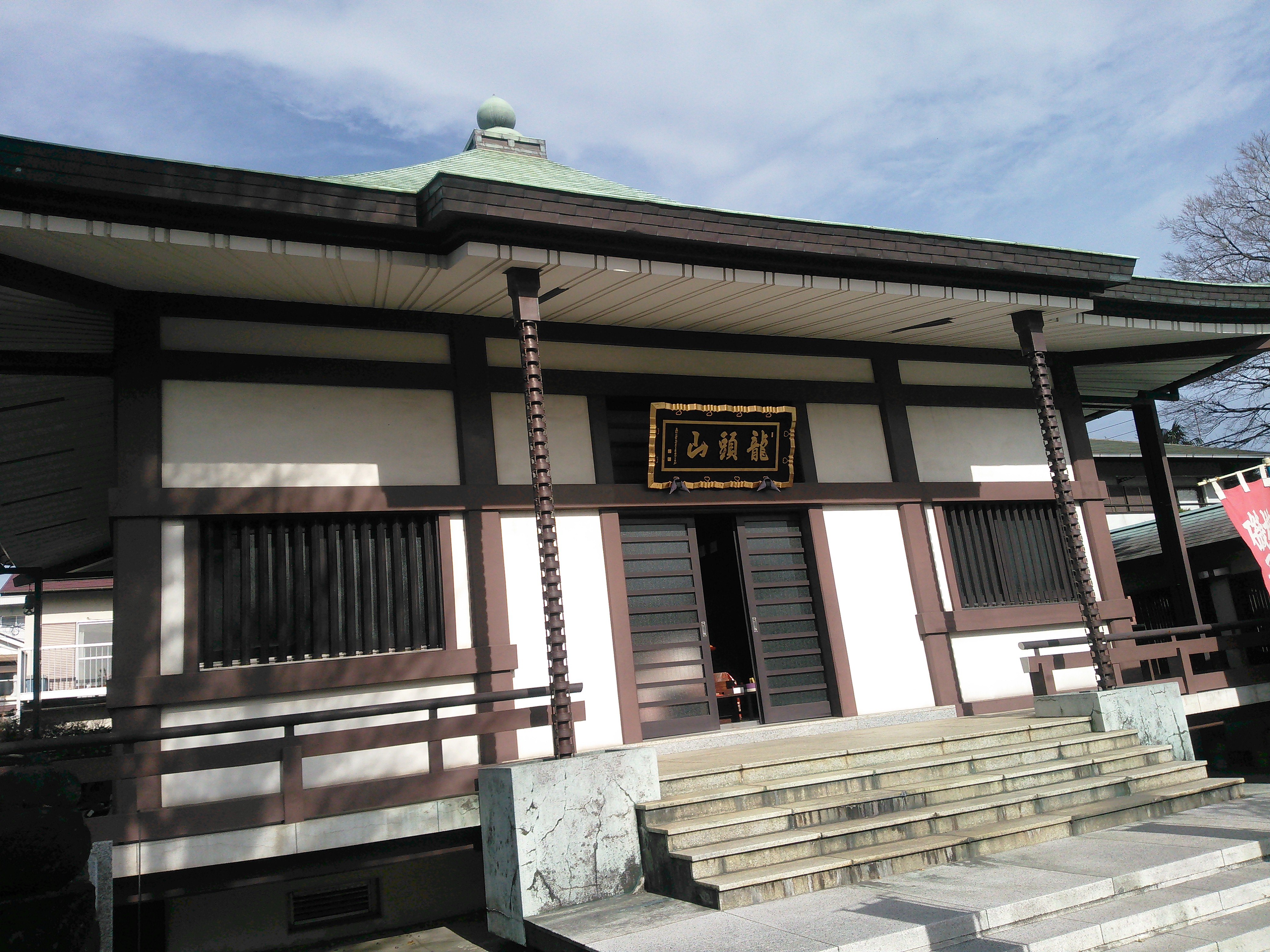
密蔵院
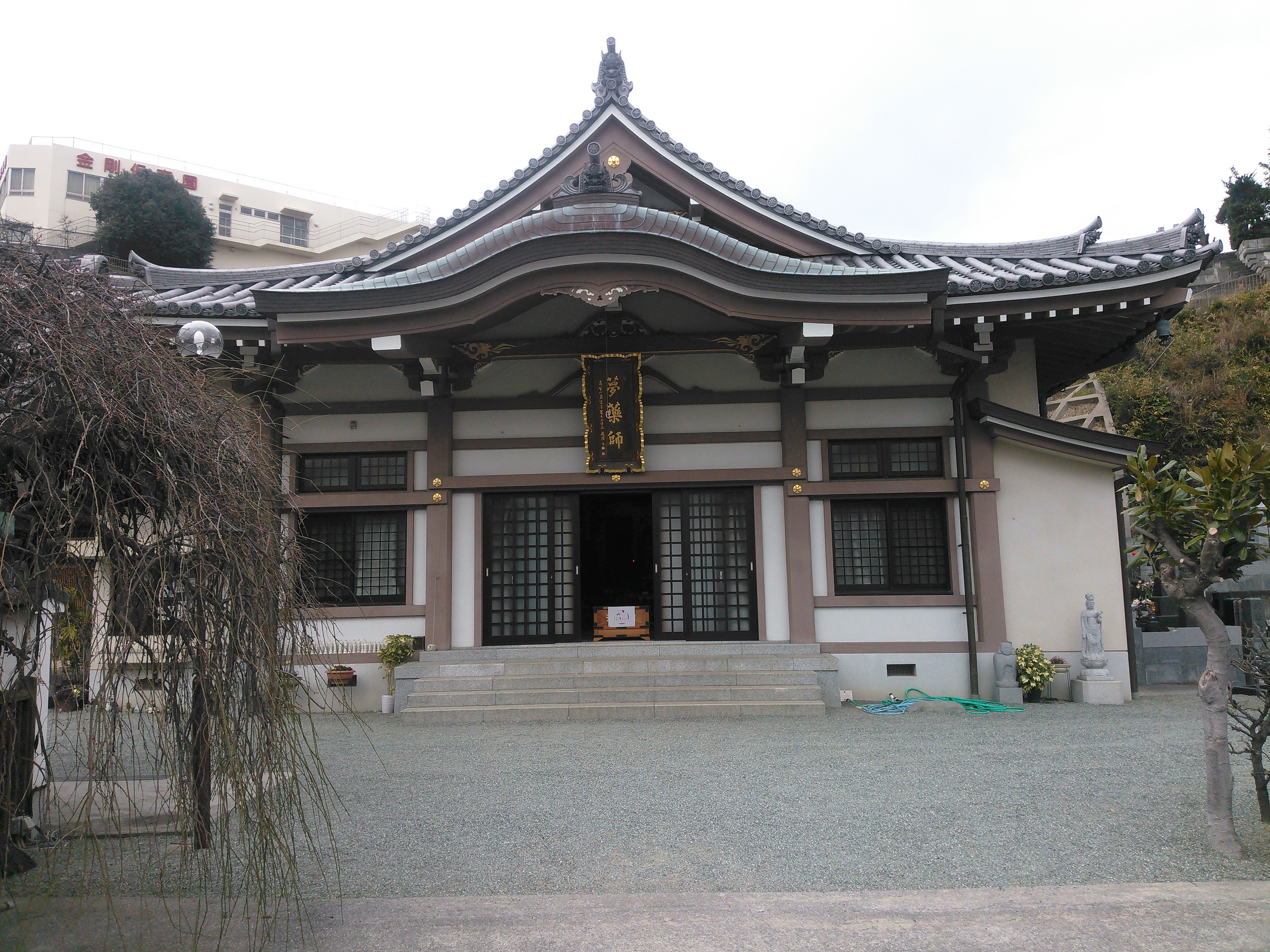
金剛院
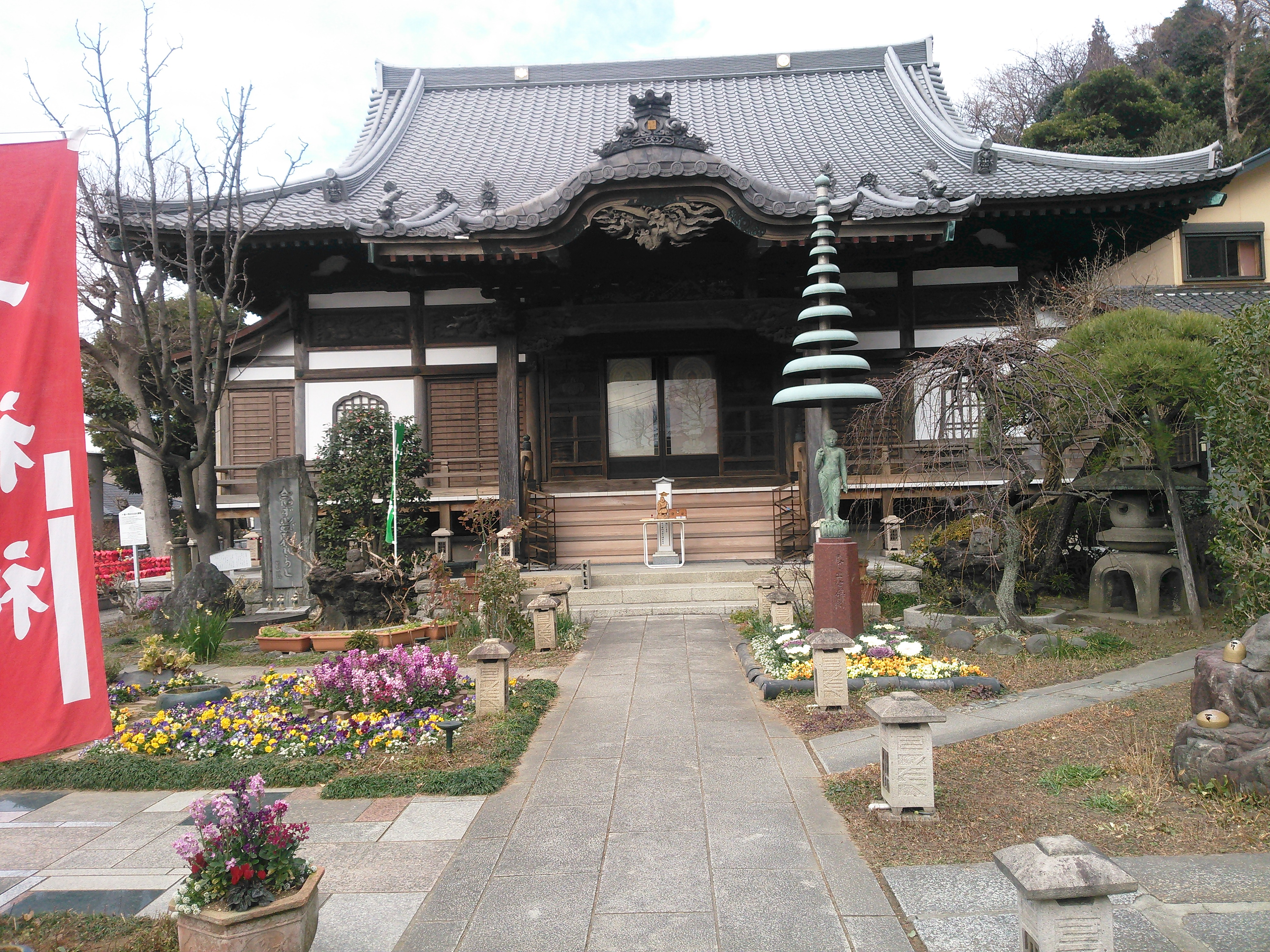
宝積寺
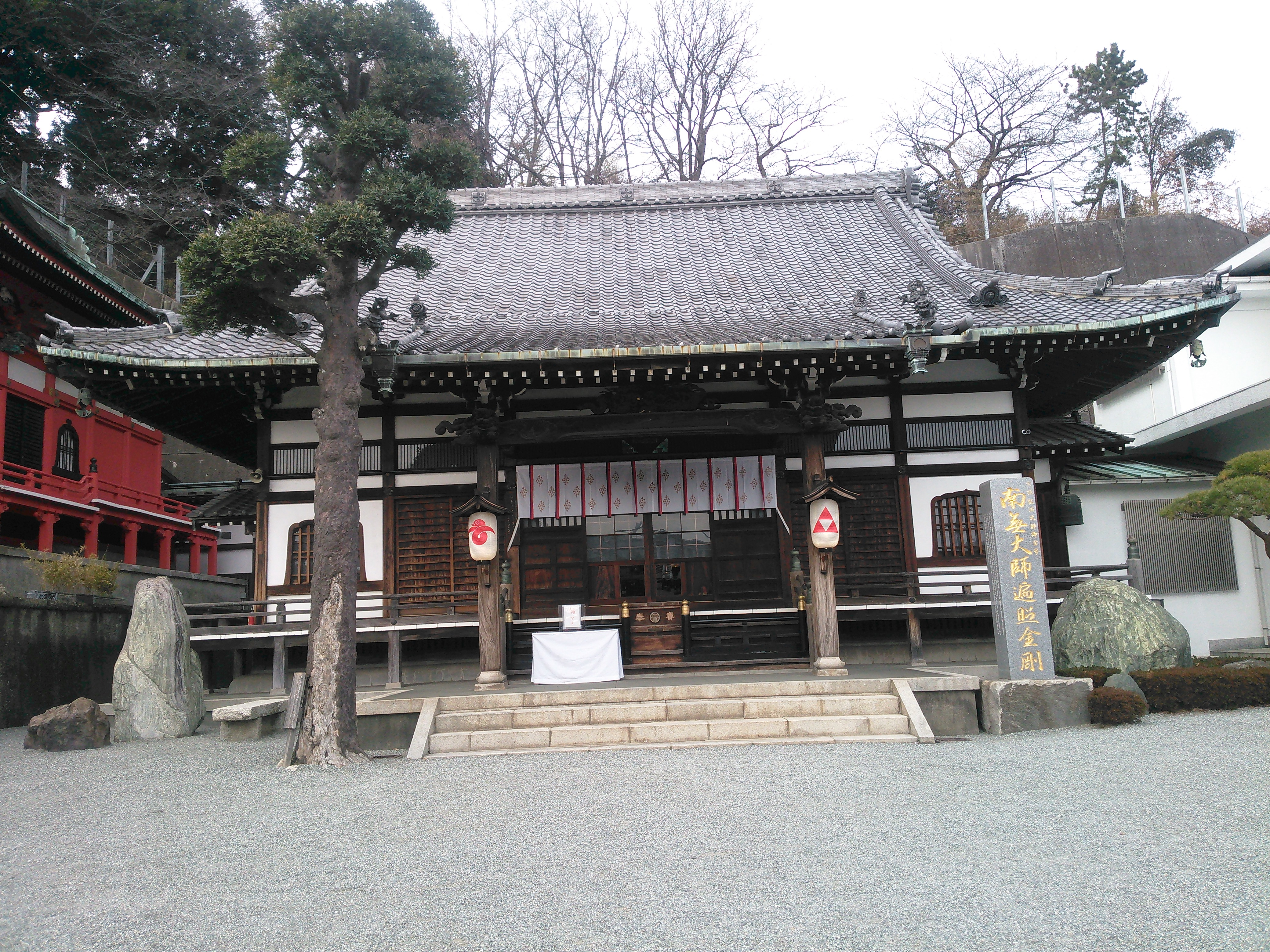
金蔵院
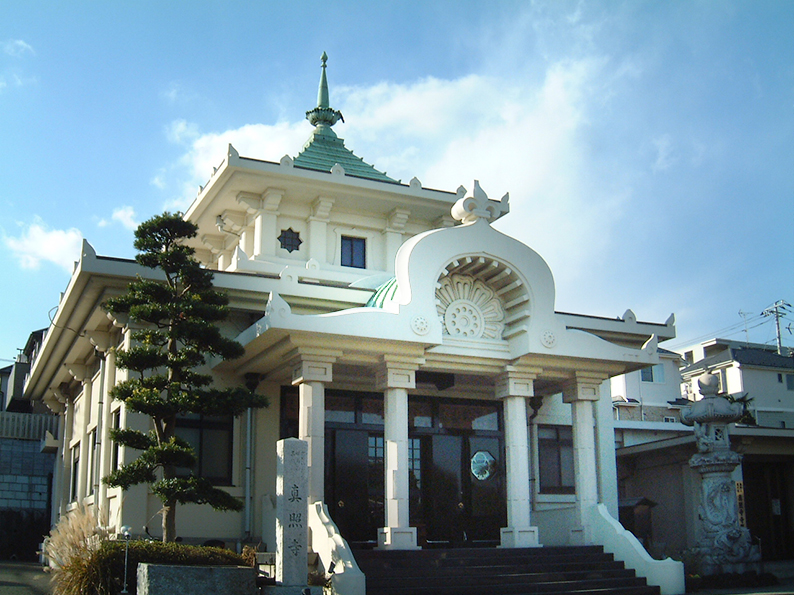
真照寺